# You Never Know (Ringo Starr)
You Never Know è un brano interpretato da Ringo Starr, scritto da Steve Dorff e John Bettis e prodotto da Peter Asher. Compare nei titoli di coda del film Curly Sue del 1991. La canzone era stata registrata il 14 aprile 1991; alla registrazione parteciparono anche i Posies, i quali incisero con lui anche Golden Blunders. La Giant Records pubblicò il pezzo negli States su un singolo promozionale, uscito lo stesso anno del film, con il numero di serie PRO-CD-5153; la traccia apparve anche sul disco della colonna sonora della pellicola, pubblicato il 26 novembre 1991 negli USA ed il 2 gennaio dell'anno seguente in Gran Bretagna.